# Llista de topònims de Sant Feliu d'Amunt
Llista de topònims (noms propis de lloc) de Sant Feliu d'Amunt (Rosselló).
Informació actualitzada per un bot. Els canvis manuals es perdran quan s'actualitzi!

## riu
| imatge | Nom   | Ubicat a           | instància de | Detalls                                                   | coordenades | Protecció | Commons (més fotos) | Dades a WD                    |
| ------ | ----- | ------------------ | ------------ | --------------------------------------------------------- | --- | --------- | ------------------- | ----------------------------- |
|        | Bulès | Rosselló           | riu          | Desemboca: Tet Llarg: 34.67km                             | 42° 30′ 35″ N, 2° 34′ 35″ E / 42.50975°N,2.57631°E 42° 41′ 36″ N, 2° 42′ 44″ E / 42.6934°N,2.71234°E 1308.7 88 msnm |           | Boulès              | Modifica les dades a Wikidata |
|        | Tet   | Pirineus Orientals | riu          | Desemboca: mar Mediterrània Llarg: 115.8km Conca: 1369km² | 42° 42′ 48″ N, 3° 02′ 23″ E / 42.713333333333°N,3.0397222222222°E                                                   |           | Têt                 | Modifica les dades a Wikidata |

## Misc
| imatge | Nom                                    | Ubicat a                                                                                         | instància de                          | Detalls                                             | coordenades | Protecció                     | Commons (més fotos)                                      | Dades a WD                    |
| ------ | -------------------------------------- | ------------------------------------------------------------------------------------------------ | ------------------------------------- | --------------------------------------------------- | --- | ----------------------------- | -------------------------------------------------------- | ----------------------------- |
|        | Ribera de Castellnou                   | Pirineus Orientals Castellnou dels Aspres Cameles Sant Feliu d'Avall Sant Feliu d'Amunt el Soler | curs d'aigua                          | Desemboca: Tet Llarg: 13km                          | 42° 37′ 14″ N, 2° 42′ 18″ E / 42.620555555555555°N,2.705°E 42° 40′ 56″ N, 2° 46′ 36″ E / 42.68222222222222°N,2.776666666666667°E |                               |                                                          | Modifica les dades a Wikidata |
|        | Santa Maria de Sant Feliu d'Amunt      | Sant Feliu d'Amunt                                                                               | església Ús: església                 | Estil: arquitectura romànica Dedicat a: Verge Maria | 42° 41′ 16″ N, 2° 43′ 22″ E / 42.6879°N,2.72273°E Catalunya del Nord 87.2 msnm                                                   | monument històric inventariat | Église Notre-Dame-de-l'Assomption de Saint-Féliu-d'Amont | Modifica les dades a Wikidata |
|        | Vila fortificada de Sant Feliu d'Amunt | Sant Feliu d'Amunt                                                                               | edifici                               |                                                     | 42° 33′ 50″ N, 2° 49′ 46″ E / 42.563788°N,2.829556°E                                                                             |                               |                                                          | Modifica les dades a Wikidata |
|        | casa de la vila de Sant Feliu d'Amunt  | Sant Feliu d'Amunt                                                                               | instal·lació Ús: seu del govern local |                                                     | 42° 41′ 12″ N, 2° 43′ 19″ E / 42.686635026602°N,2.72207048701046°E fr:66170 SAINT FELIU D'AMONT                                  |                               | Town hall of Saint-Féliu-d'Amont                         | Modifica les dades a Wikidata |